# دنیس بوشنینگ
دنیس بوشنینگ (تایلندی: เดนนิส บุสเชนิ่ง؛ زادهٔ ۲ مارس ۱۹۹۱) بازیکن فوتبال اهل آلمان است.
از باشگاه‌هایی که در آن بازی کرده‌است می‌توان به باشگاه فوتبال بوریرام یونایتد و باشگاه فوتبال پلیس ترو اشاره کرد.